# Мухамед Хамдан Дагло
Мухамед Хамдан Дагло (арап. محمد حمدان دقلو; Дарфур), звани Хемедти или Хемети (арап. حميدتي), је судански генерал и командант паравојних Снага за брзу подршку.

## Биографија
Рођен је у Дарфуру. Његова тачна година рођења је непозната, али помињу се 1973, 1974. или 1975. година. Напустио је школу након трећег разреда основне школе и не поседује даље формално образовање. Пре рата у Дарфуру бавио се трговином камила.
Током рата у Дарфуру постао је лидер Џанџавида. Његове јединице оптужене су за бројне злочине у Дарфуру. Дагло је 2013. године постао командант новоформираних Снага за брзу подршку које су касније такође оптужене за злочине против човечности у Дарфуру.
Његове Снаге за брзу подршку заузеле су руднике злата у Судану што је Дагла учинило највећим трговцем злата у Судану и једним од најбогатијих људи у Судану.
Након војног пуча у Судану 2019. године, када је смењен дугогодишњи председник Омар ел Башир, Дагло је именован за заменика председника Прелазног војног већа Судана, а за председника је именован генерал Абдел Фатах ел Бурхан. Након споразума о суданској транзицији ка демократији, Дагло је именован за заменика председника Прелазног већа суверенитера. Учествовао је у ел Бурхановом пучу 2021. године, што је услед тензија са ел Бурханом касније назвао грешком.
Дана 15. априла 2023. године, Снаге за брзу подршку су започеле оружану побуну против власти генерала Абдел Фатаха ел Бурхана.